# Striker
Striker je v strelnem orožju del sprožilnega mehanizma. Striker popolnoma nadomesti dvodelni sprožilni mehanizem (udarno kladivce in udarna igla) z enim delom, ki omogoča sprožitev naboja neposredno s sprožilca.